# Aldo Rossi
Aldo Rossi (Milán, 3 de mayo de 1931–ibidem, 4 de septiembre de 1997) fue un arquitecto y diseñador italiano considerado como uno de los principales exponentes del movimiento posmoderno, a pesar de que él mismo rechazaba esta definición.
Fue el primer italiano en recibir el Premio Pritzker de arquitectura.

## Biografía
Su padre poseía una pequeña fábrica de trapos y pañales, cuya marca era "Rossi". Fue a dos colegios diferentes durante la Segunda Guerra Mundial y a continuación estudió arquitectura en el Politecnico di Milano, donde se graduó en 1959.

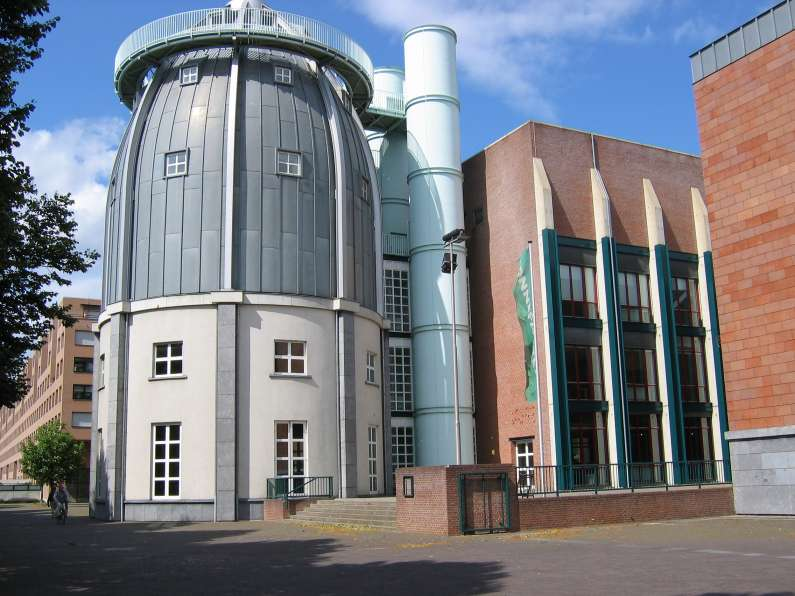
Bonnefanten Museum en Maastricht

En 1963 inició su actividad docente, primero como asistente de Ludovico Quaroni (1963) en la Escuela de Urbanismo de Arezzo, posteriormente de Carlo Aymonino en el Instituto Universitario di Architettura di Venezia.
Rossi trabajó durante tres años para una revista de arquitectura, y en 1966 publicó su primer libro, aparecido bajo el título de "La Arquitectura de la ciudad". En él establecía sus teorías sobre el diseño urbanístico de las ciudades. Rossi se había interesado originalmente por el cine, pero se dedicó finalmente a la arquitectura. No obstante, en todos sus diseños están presentes de alguna forma los rasgos de los decorados teatrales. Realizó proyectos destinados al teatro y a la ópera. Para la Bienal de Venecia de 1979 diseñó un teatro flotante, el Teatro del Mondo, con capacidad para 250 espectadores sentados alrededor del escenario. Más recientemente diseñó también el edificio de la Ópera Nacional de Génova. Su primera obra en América fue asimismo un teatro, el Lighthouse Theatre, situado junto al lago Ontario en Toronto, Canadá.
En su libro "Arquitectura de la ciudad" Rossi promueve pensamientos diferentes de espacio y estructuras arquitectónicas. Pretende que la arquitectura sea una ciencia positiva, sea entendida como un mundo igual al de los científicos. Establece teorías sobre el diseño urbanístico de las ciudades. En cuanto a su ideología, podemos ver que es muy similar a los tratados de la época clásica. Él expresa, sobre todo, puntos para los arquitectos de cómo se podría contemplar la ciudad.
En 1971 Rossi sufrió un accidente de automóvil, cuyas consecuencias le obligaron a permanecer en el hospital durante algún tiempo. En esa época, según él mismo manifestó, cambió su vida, ya que comenzó a pensar en la muerte. Surgió en su mente la idea de que las ciudades son lugares para los vivos y los cementerios lugares para los muertos, que también requieren una planificación y diseño. Así fue como ganó el concurso para el cementerio de San Cataldo en Módena.
De la misma época es su primer complejo de viviendas, diseñado para un barrio de la periferia de Milán, y denominado Gallaratese. Se trata de dos edificios iguales, separados por un espacio estrecho. Para Rossi la originalidad de este proyecto consistía sobre todo en que los dos edificios podían repetirse varias veces, sin que por ello el conjunto perdiese atractivo. A partir de entonces hizo numerosos proyectos residenciales, tanto viviendas y hoteles, como casas individuales.
En 1979 Rossi proyectó el innovador Teatro flotante. Esta construcción, levantada sobre el río, fue planeada como un escenario versátil para las artes escénicas. Como arquitecto, Rossi siempre estuvo buscando la manera de innovar y estar a la vanguardia.
A lo largo de su carrera, Rossi realizó también numerosos e importantes proyectos en los Estados Unidos. Uno de los primeros fue la casa unifamiliar en Mount Pocono, Pensilvania. En Galveston, Texas diseñó un arco monumental para la ciudad, y en Coral Gables, Florida, recibió el encargo de proyectar la nueva Escuela de Arquitectura.
En la década de 1980, y concretamente entre 1981 y 1988, Rossi construyó las Viviendas de Berlín para la Exposición Internacional de Arquitectura (IBA). Es aquí donde aparecería por primera vez el motivo característico de la columna monumental en la esquina, común en algunas de las construcciones de Rossi.
En 1990 Rossi recibió el prestigioso premio Pritzker de arquitectura, el equivalente a los Premios Nobel. Sus méritos no se limitaron al campo de la arquitectura, sino que fue también diseñador, teórico, profesor y escritor. Uno de los miembros del jurado del premio Pritzker expresó su concepto de Rossi diciendo que era un poeta convertido en arquitecto.
En 1995 construyó el edificio actual del Museo Bonnefanten en Maastricht, Países Bajos. El diseño deja mucho a la imaginación del espectador, pero la noción de museo como símbolo cultural, con fuertes conexiones entre el pasado y el presente, está incorporada en el edificio, con sus familiares referencias y extraños elementos que son a la vez tranquilizadores y desconcertantes. El trabajo de Rossi es sobrio y caprichoso, clásico y moderno a la vez.
Ejerció como profesor de arquitectura en la Escuela Politécnica de Milán, en el Instituto Universitario de Arquitectura de Venecia, en la Escuela Técnica Superior de Zúrich y en la escuela Cooper Unión de Nueva York.
Rossi fue uno de los grandes renovadores ideológicos y plásticos de la arquitectura contemporánea; con su poesía metafísica y el culto que profesó a la vez a la geometría y a la memoria, este milanés cambió el curso de la arquitectura y del urbanismo del último tercio del siglo XX.

## Principales publicaciones
- La arquitectura de la ciudad, Ed. Gustavo GIli, Barcelona, 1971. Ed. original, L'architettura della città, Marsilio Edirtore, Padova, 1966. .
- Para una arquitectura de tendencia. Escritos 1956-1972, Ed. Gustavo GIli, Barcelona, 1977. Posteriormente publicada en italiano: Scritti scelti sull'architettura e la città, 1956-1972, CLUP, Milano, 1981.

- Autobiografía científica, Ed. Gustavo GIli, Barcelona, 1984. Ed. original, A Scientific Autobiographia, The MIT Press, Massachusetts, 1981

## Obras representativas

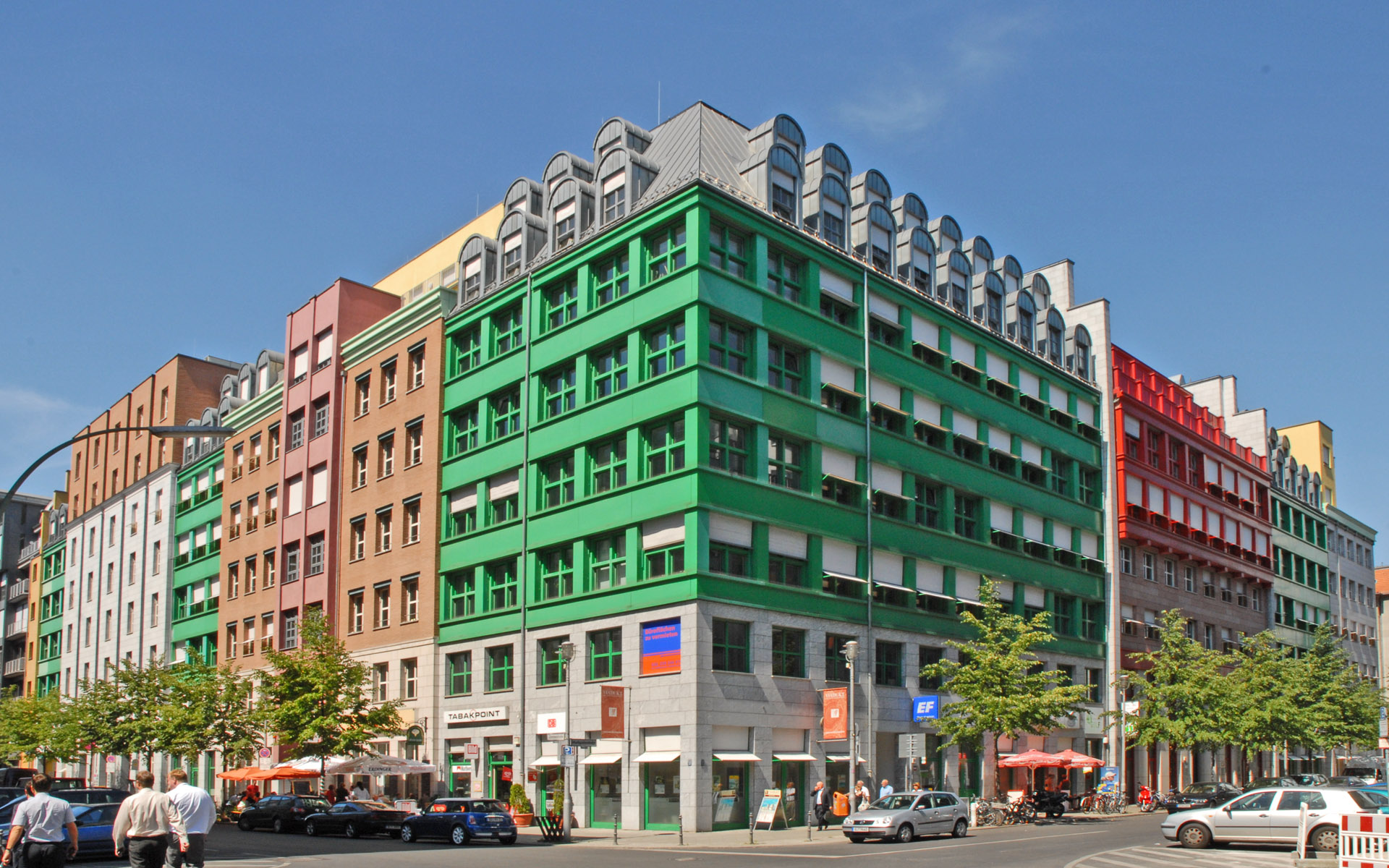
Edificio de viviendas (Berlín).

- Complejo Monte Amiata en el barrio Gallaratese en Milán (junto con Carlo Aymonino).
- Escuela de enseñanza elemental Fagnano Olona
- Teatro flotante Teatro del Mondo (Venecia)
- Edificio de Viviendas en Friedrichstadt (Berlín)
- Edificio Quartier Schützenstrasse (Berlín)
- Cementerio de San Cataldo (Módena, Italia)
- Centro Comercial Torri Commerciale (Parma, Italia)
- Centro Direccional (Perugia, Italia)
- Teatro Lighthouse (Toronto, Canadá)
- Casa Pocono Pines (Mount Pocono, Pensilvania)
- Hotel Il Palazzo (Fukuoka, Japón)
- Ópera Nacional (Génova, Italia)
- Arco Monumental (Galveston, Texas)
- Escuela de Arquitectura (Coral Gables, Florida)
- Viviendas Villette (París)
- Centro Comercial (Olbia, Italia)
- Proyecto para el Rascacielos Peugeot (Buenos Aires, Argentina)
- Teatro Paganini y la ordenación de la Piazza della Pilotta (Italia)
- Teatro Carlo Felice (Génova)
- Museo del Mar de Galicia (junto con César Portela; Vigo, España)
- Monumento en Cuneo